# Oldenlandia debilis
Oldenlandia debilis är en måreväxtart som beskrevs av Johann Georg Adam Forster. Oldenlandia debilis ingår i släktet Oldenlandia och familjen måreväxter.
Artens utbredningsområde är Tonga. Inga underarter finns listade i Catalogue of Life.